# Mike Zonneveld
Mike Zonneveld (Leiden, 27 oktober 1980) is een Nederlandse voormalig voetballer die als middenvelder of verdediger speelde.  Hij kwam uit voor Go Ahead Eagles, N.E.C., NAC Breda, PSV, FC Groningen, AEL Limassol en NAC Breda.

## Clubvoetbal
Op vijfjarige leeftijd begon Zonneveld met voetballen bij de amateurs van VV SJC (Sint Jeroen's Club) in Noordwijk (Zuid-Holland). Al snel viel hij op bij de scouts van Ajax en op jonge leeftijd stapte hij over naar die club. Jarenlang gold hij als een enorm talent. In 1999 besloot hij over te stappen naar Go Ahead Eagles. Daar maakte hij op 11 november zijn debuut in het professionele voetbal in de thuiswedstrijd tegen Dordrecht'90 (4-4). Binnen korte tijd wist hij zich daar te ontpoppen tot de belangrijkste speler.

### N.E.C.
In 2000 tekende hij een contract van vier jaar bij N.E.C. in Nijmegen. Hij begon daar heel goed en stond al snel in de belangstelling van onder meer Feyenoord. In september 2001 ging het echter mis bij een wedstrijd tussen Jong Oranje en Jong Engeland. Hij scheurde een kruisband in zijn knie af. Uiteindelijk zou hij twee jaar met deze blessure tobben, tot hij op 3 december 2003 een laatste operatie aan zijn knie onderging.

### NAC
In februari 2004 tekende hij een vierjarig contract bij NAC Breda. Hij had de nodige aanpassingsproblemen, maar wist vervolgens goed mee te draaien in het eerste elftal. In de tweede helft van het seizoen 04/05 was de speler amper inzetbaar wegens een nieuwe blessure. Ook het seizoen 05/06 viel aan diggelen voor de middenvelder. Eens te meer kampte hij met een zware blessure, waardoor hij slechts tot vier wedstrijden en één doelpunt kwam.
In het seizoen 2006/07 kon Zonneveld de draad weer oppakken. Volledig hersteld van zijn kwetsuur wist hij zich weer in de basis te knokken bij NAC. Met zijn verfijnde traptechniek, grote inzet en verwoestende vrije trappen geldt hij inmiddels als een belangrijke basisspeler. In totaal speelde hij 31 competitiewedstrijden waarin hij zes keer scoorde.

### PSV
Na 55 wedstrijden (elf doelpunten) voor NAC te hebben gespeeld, ging Zonneveld in het seizoen 2007-2008 naar PSV, alwaar hij een contract voor vier jaar tekende. Zonneveld scoorde twee keer voor PSV, tegen Heracles Almelo en tegen Sparta Rotterdam. In zijn eerste seizoen bij PSV won Zonneveld direct het landskampioenschap, toch verloor hij in zijn tweede seizoen zijn basisplaats en mocht hij vertrekken bij de club. Voor aanvang van het seizoen 2009-2010 werd hij verhuurd aan FC Groningen.

### AEL Limassol
In de aanloop naar het seizoen 2010/2011 werd duidelijk dat Zonneveld wederom op weinig speeltijd kon rekenen bij PSV. Om deze reden tekende hij op 9 juli 2010 een tweejarig contract bij het Cypriotische AEL Limassol. Na één seizoen werd hij samen met Nicky Hofs aan de kant gezet bij de Cypriotische club. Begin 2014 werden hij en Hofs door het CAS in het gelijk gesteld in een zaal tegen AEL Limassol over de ontbinding van hun contract en kregen een schadeloosstelling toegewezen.

### NAC Breda
Hij keerde terug bij NAC Breda waar hij voor twee jaar tekende. Bij NAC kwam Zonneveld vanwege blessures nauwelijks aan spelen toe en besloot in januari 2013 te stoppen met voetballen. Hij bleef in een andere rol tot de zomer van 2013 aan de club verbonden.
Vanaf de zomer van 2014 werd Zonneveld assistent-trainer bij VV Noordwijk.

## Statistieken
| Seizoen | Club            | Competitie     | Competitie | Competitie | Beker | Beker | Overig | Overig | Totaal | Totaal |
| Seizoen | Club            | Competitie     | Wed.       | Dlp.       | Wed.  | Dlp.  | Dlp.   | Dlp.   | Wed.   | Dlp.   |
| ------- | --------------- | -------------- | ---------- | ---------- | ----- | ----- | ------ | ------ | ------ | ------ |
| 1999/00 | Go Ahead Eagles | Eerste Divisie | 18         | 2          | 1     | 2     | –      | –      | 19     | 4      |
| 2000/01 | N.E.C.          | Eredivisie     | 31         | 3          | 6     | 2     | –      | –      | 37     | 5      |
| 2001/02 | N.E.C.          | Eredivisie     | 11         | 1          | 1     | 0     | –      | –      | 12     | 1      |
| 2002/03 | N.E.C.          | Eredivisie     | 31         | 3          | 3     | 0     | –      | –      | 34     | 3      |
| 2003/04 | N.E.C.          | Eredivisie     | 21         | 1          | 0     | 0     | 2      | 1      | 23     | 2      |
| 2004/05 | NAC Breda       | Eredivisie     | 20         | 4          | 4     | 4     | –      | –      | 24     | 8      |
| 2005/06 | NAC Breda       | Eredivisie     | 4          | 1          | 0     | 0     | –      | –      | 4      | 1      |
| 2006/07 | NAC Breda       | Eredivisie     | 31         | 6          | 3     | 2     | 2      | 2      | 36     | 10     |
| 2007/08 | PSV             | Eredivisie     | 21         | 2          | 2     | 0     | 7      | 0      | 30     | 2      |
| 2008/09 | PSV             | Eredivisie     | 5          | 0          | 1     | 0     | –      | –      | 6      | 0      |
| 2009/10 | → FC Groningen  | Eredivisie     | 22         | 0          | 1     | 0     | –      | –      | 23     | 0      |
| 2010/11 | AEL Limassol    | A Divizion     | 18         | 1          | 0     | 0     | –      | –      | 18     | 1      |
| 2011/12 | NAC Breda       | Eredivisie     | 2          | 0          | 0     | 0     | –      | –      | 2      | 0      |
| 2012/13 | NAC Breda       | Eredivisie     | 0          | 0          | 0     | 0     | –      | –      | 0      | 0      |
| Totaal: | Totaal:         | Totaal:        | 233        | 24         | 22    | 10    | 11     | 3      | 266    | 37     |

## Erelijst
- Kampioen van Nederland: 2008 (PSV)
- Johan Cruijff Schaal: 2008

## Privé
Zonneveld is gehuwd en na het voetbal een verdienstelijk amateurtennisser. Begin 2013 was zijn gezin te zien in het SBS6-programma Kleine baby’s, grote zorg waarin zijn te vroeg geboren drieling te zien was waarvan een baby het niet gered heeft.